# Zbirka rukopisa i starih knjiga Nacionalne i sveučilišne knjižnice u Zagrebu
Zbirka rukopisa i starih knjiga Nacionalne i sveučilišne knjižnice u Zagrebu, zbirka je građe posebne vrste koja skuplja, čuva, obrađuje i daje na korištenje najbogatiji fond starih hrvatskih rukopisa i knjiga te brojne rijetke i stare knjige koji pripadaju kulturama drugih naroda.

## Povijesni prikaz
Zbirka rukopisa i starih knjiga, kao poseban odjel Kraljevske sveučilišne knjižnice, utemeljena je 1894. godine zauzimanjem tadašnjeg upravitelja Knjižnice Ivana Kostrenčića. U to je vrijeme Knjižnica bila smještena u današnjoj zgradi Sveučilišta u Zagrebu.

## Djelatnost
Zbirka skuplja, čuva, obrađuje i daje na korištenje najbogatiji fond starih hrvatskih rukopisa i knjiga te brojne rijetke i stare knjige koji pripadaju kulturama drugih naroda.

## Fond zbirke
Zbirka rukopisa i starih knjiga sadržava niz rukopisnih ostavština, dopisništvo s približno 100 000 pisama te 3670 signatura pojedinačnih rukopisa (1720 na hrvatskom jeziku, 920 na latinskom, 454 na njemačkom, 230 na talijanskom itd.). U sastavu je Zbirke i fototeka s 865 snimljenih jedinica. Od starih knjiga Zbirka sadržava 9236 jedinica (10 295 svezaka) i njezina građa raspoređena je u deset skupina:
- RI – Inkunabule
- RII – Hrvatske knjige

1. glagoljske knjige
2. ćirilske knjige
3. knjige iz Dubrovnika, Dalmacije, Hrvatskog primorja, Istre
4. kajkavske knjige
5. knjige iz Slavonije, Like, Bosne te knjige Bunjevaca i gradišćanskih Hrvata
6. knjige hrvatskih pisaca na stranim jezicima
7. novije hrvatske knjige
- RIII – Srpske, crnogorske i makedonske knjige
- RIV – Slovenske knjige
- RV – Partizanske knjige i periodika
- RVI – Strane rijetke knjige
- RVII – Novine i časopisi
- RVIII – Plakati, oglasi, leci i drugi tiskopisi
- RX – Novinski izresci
- RXI – Pretisci i preslike.

Kao zasebne cjeline u Zbirci su pohranjene Bibliotheca Zriniana - knjižnica obitelji Zrinski iz 17. stoljeća, te Knjižnica obitelji Kušević.

## Osobito vrijedna građa
Rukopisi – Vinodolski zakon (prijepis s početka XVI. stoljeća, pergamena, glagoljski brzopis); Mavrov brevijar, 1460. (pergamena, glagoljski ustav); Petrisov zbornik (1468., papir, glagoljski brzopis i prijepis), Hilarius Pictaviensis, De Sancta Trinitate (XV. st., pergamena, humanistika); Vrbnički statut (XVI. st., pergamena, glagoljski ustav); Istarski razvod (prijepis iz XVI. st., papir, glagoljski brzopis); Poljički statut (XVII. st., papir, hrv. ćirilični brzopis); Adriai tengernek syrenaia Nikole Zrinskog, (sredina XVII. st., papir, izvorni rukopis), Elegia in mortem filii (XVII. st., izvorni rukopis); Smrt Smail-age Čengića Ivana Mažuranića (prije 1847., izvorni rukopis); rukopisne ostavštine Pavla Rittera Vitezovića, Baltazara Adama Krčelića, Ljudevita Gaja, Vatroslava Jagića, Đure Šurmina, Emilija Laszowskog, Franje Kuhača, Vladimira Lunačeka, Franje Fanceva,  Konstantina i Luje Vojnovića, obitelji Mažuranić, Eugena Kumičića, Eugena Kvaternika, Nikole Tommasea, Franje Bučara, te Otona i Elze Kučera; arhiv Nove Evrope, ostavština Miroslava Krleže, donacije Vinka Nikolića i Ante Cilige.
Stare knjige – najstarije hrvatske knjige tiskane glagoljicom: Misal po zakonu rimskoga dvora (1483.) i Brevijar po zakonu rimskoga dvora (1493.); djela književnika Marka Marulića, Hanibala Lucića, Dinka Ranjine, Marina Držića, Ivana Gundulića, Bartola Kašića, Andrije Kačića Miošića, Matije Divkovića, Matije Antuna Reljkovića, hrvatskih preporoditelja i dr; djela hrvatskih znanstvenika: Antuna i Fausta Vrančića, Matije Vlačića Ilirika, Franje Petriša, Marina Getaldića, Ivana Lucića, Ruđera Josipa Boškovića, Benedikta Staya, Pavla Rittera Vitezovića, Baltazara Adama Krčelića, Matije Petra Katančića, Jurja Habdelića, Jakova Mikalje, Ivana Belostenca i dr.

## Katalozi
U sklopu Zbirke nalaze se digitalizirani katalog Zbirke rukopisa i starih knjiga te Abecedni i predmetni katalog rukopisa, abecedni katalozi starih knjiga, stare periodike, brošura i partizanske periodike, abecedni katalozi, dopisništvo, osmrtnice, zatim katalozi Knjižnice obitelji Kušević i Knjižnice obitelji Zrinski te abecedni katalog fototeke, kao i Središnji katalog knjiga XVI. stoljeća, pohranjenih u knjižnicama Republike Hrvatske (u izradbi).

## Online baze podataka
Nacionalna i sveučilišna knjižnica u Zagrebu, kao članica Konzorcija europskih znanstvenih knjižnica, ima pristup bazi podataka za stare knjige (1455. – 1830.) Hand Press Book Database, kao i međunarodnom skupnom katalogu građe tiskane na engleskom jeziku između 1701. i 1800.: Eighteencentury Short Title Catalogue – ESTC.
Korisnici Knjižnice mogu pretraživati obje baze podataka u čitaonici Zbirke od ponedjeljka do petka, od 9 do 14:30 sati.

## Korištenje
Građa za čitanje i proučavanje može se koristiti samo u čitaonici Zbirke. Preslikavanje građe nije dopušteno. Mikrofilmska i druga snimanja obavljaju se prema dogovoru.

## Vanjske poveznice
- Portal NSK  Arhivirana inačica izvorne stranice od 18. veljače 2012. (Wayback Machine)